# Władcy Valois

Herb hrabiów i książąt Valois

## Hrabiowie Valois
- 956 - 987 : Walter I, również hrabia Vexin i Amiens
- 987 - 1027 : Walter II Biały, również hrabia Vexin i Amiens
- 1027–1035 : Drogo, również hrabia Vexin i Amiens
- 1035–1063 : Walter III, również hrabia Maine, Vexin i Amiens
- 1063–1074 : Ralf, również hrabia Vexin i Amiens
- 1074–1077 : Szymon de Crépy, również hrabia Vexin i Amiens
- ? - 1080 : Herbert, również hrabia Vermandois
- 1080–1085 : Eudoksjusz I Szalony, również hrabia Vermandois
- 1085–1101 : Hugo de Vermandois
- 1102–1152 : Raoul I Mężny, również hrabia Vermandois
- 1152–1160 : Hugo II, również hrabia Vermandois
- 1160–1167 : Raoul II, również hrabia Vermandois
- 1167–1185 : Filip Alzacki, również hrabia Flandrii i Vermandois
- 1185–1269 : w domenie królewskiej
- 1269–1270 : Jan Tristan
- 1270–1284 : w domenie królewskiej
- 1284–1325 : Karol I
- 1325–1328 : Filip I
- 1328–1344 : w domenie królewskiej
- 1344–1376 : Filip II
- 1376–1386 : w domenie królewskiej
- 1386–1406 : Ludwik I

## Książęta Valois
- 1406–1465 : Karol II
- 1465–1498 : Ludwik II
- 1498–1498 : w domenie królewskiej
- 1498–1515 : Franciszek I
- 1515 - ? : w domenie królewskiej
- ? - ? : Małgorzata de Valois
- ? - 1626 : w domenie królewskiej
- 1626–1660 : Gaston Burbon
- 1660–1701 : Filip III
- 1701–1723 : Filip IV
- 1723–1752 : Ludwik III
- 1752–1785 : Ludwik Filip
- 1785–1792 : Ludwik Filip Józef